# George Mason University Men's Volleyball
La George Mason University Men's Volleyball è la squadra di pallavolo maschile appartenente alla George Mason University, con sede a Fairfax (Virginia): milita nella Eastern Intercollegiate Volleyball Association della NCAA Division I.

## Storia
Il programma di pallavolo maschile della George Mason University nasce nel 1975. Si affilia da subito alla Eastern Intercollegiate Volleyball Association, allora chiamata Eastern Collegiate Volleyball League. Negli anni ottanta conquista i primi titoli di conference della propria storia, laureandosi campione EIVA nel 1984, 1985 e 1988: partecipa quindi per tre volte al torneo NCAA Division I, dove viene sempre sconfitto in semifinale, rimediando due terzi posti e un quarto posto finale. 
Nel 2016 i Patriots conquistano il quarto titolo di conference della propria storia, dopo ventotto anni dall'ultimo successo: al torneo NCAA escono però di scena ai quarti di finale.

## Record
| Piazzamento          |   | Edizione                                                                 |
| -------------------- | - | ------------------------------------------------------------------------ |
| Tornei NCAA          | 4 | 3º posto: 2 1984, 1985                                                   |
| Tornei NCAA          | 4 | 4º posto: 1 1988                                                         |
| Tornei NCAA          | 4 | Quarti di finale: 1 2016                                                 |
| Titoli di conference | 4 | Eastern Intercollegiate Volleyball Association: 4 1984, 1985, 1988, 2016 |

## Conference
- Eastern Intercollegiate Volleyball Association[2]: 1975-

## All-American

### First Team
- Shaun Powell (2006)

### Second Team
- Kyle Gramit (2008)

## Allenatori
- Wayne Stalick: 1975-1985
- Ron Shayka: 1986
- Wayne Stalick: 1987-1990
- Ron Shayka: 1991-1996
- Uvaldo Acosta: 1997-1998
- Ron Shayka: 1998
- Fred Chao: 1999-2015
- Jay Hosack: 2016-